# Понте-де-Сор
По́нте-де-Со́р (порт. Ponte de Sor; МФА: [ˈpõ.tɨ dɨ ˈsoɾ], По́нти-ди-Со́р) — муніципалітет і місто в Португалії, в окрузі Порталегре. Розташований у центрально-східній частині країни, на теренах історичної португальської провінції Алентежу. Належить до Порталегрівсько-Каштелу-Бранківської діоцезії Католицької церкви в Португалії. Права міського самоврядування має з 1514 року. Поділяється на 5 парафій. За адміністративним поділом, чинним до 1976 року, був складовою провінції Рібатежу. Площа муніципалітету — 839,71 км², населення муніципалітету — 16722 ос. (2011); густота населення — 19,91 осіб/км²
. Патрон — святий Франциск. Святковий день муніципалітету — 1-й понеділок після Пасхи. Поштовий індекс — 7400.  Код місцевої адміністративної одиниці — 1213. Складова статистичного регіону Алентежу.

## Географія
Понте-де-Сор розташоване на сході Португалії, на заході округу Порталегре.

## Історія
1199 року португальський король Саншу I надав Понте-де-Сору форал, яким визнав за поселенням статус містечка та муніципальні самоврядні права.
Понте-де-Сор межує на північному сході — з муніципалітетами Гавіан і Крату, на сході — з муніципалітетом Алтер-ду-Шан, на південному сході — з муніципалітетом Авіш, на півдні — з муніципалітетом Мора (Евора), на південному заході — з муніципалітетом Коруше, на північному заході — з муніципалітетами Шамушка і Абрантеш.

## Населення
| Кількість мешканців | Кількість мешканців | Кількість мешканців | Кількість мешканців | Кількість мешканців | Кількість мешканців | Кількість мешканців | Кількість мешканців | Кількість мешканців | Кількість мешканців | Кількість мешканців | Кількість мешканців | Кількість мешканців | Кількість мешканців | Кількість мешканців | Кількість мешканців |
| ------------------- | ------------------- | ------------------- | ------------------- | ------------------- | ------------------- | ------------------- | ------------------- | ------------------- | ------------------- | ------------------- | ------------------- | ------------------- | ------------------- | ------------------- | ------------------- |
| 1864                | 1878                | 1890                | 1900                | 1911                | 1920                | 1930                | 1940                | 1950                | 1960                | 1970                | 1981                | 1991                | 2001                | 2011                |                     |
| 5 388               | 5 996               | 6 827               | 8 092               | 10 750              | 12 904              | 15 467              | 19 232              | 21 937              | 21 902              | 17 320              | 18 079              | 17 802              | 18 140              | 16 722              |                     |